# Benthamiella spegazziniana
Benthamiella spegazziniana là loài thực vật có hoa trong họ Cà. Loài này được C.Soriano mô tả khoa học đầu tiên năm 1948.